# Acontia dichroa
Acontia dichroa là một loài bướm đêm trong họ Noctuidae.